# Osmorhiza bolanderi
Osmorhiza bolanderi là một loài thực vật có hoa trong họ Hoa tán. Loài này được (A. Gray) Jeps. mô tả khoa học đầu tiên năm 1923.